# Осада Монса (1691)
Осада Монса 15 марта — 10 апреля 1691 — военная операция французской армии короля Людовика XIV и маркиза де Буфлера в ходе войны Аугсбургской лиги.

## Подготовка осады
В начале кампании 1691 года действия французов были более решительными и лучше организованными, чем в предыдущие годы. Недостаточное сопротивление со стороны противника во время набегов, предпринятых генерал-лейтенантом Буфлером и кампмаршалом Вилларом зимой в направлениях Лувена, Брюсселя и в Васланд, дало достаточное представление о дурном состоянии и слабости войск союзников в Нидерландах. Государственный секретарь по военным делам маркиз де Лувуа, проинформированный о том, что ганноверские и голландские части, отправленные на зимние квартиры, значительно отдалились от театра военных действий, предложил королю воспользоваться этим для осады Монса перед началом военного сезона. «Никогда еще предприятие не проводилось в таком большом секрете. Нужно было собрать почти сто тысяч человек и фураж с продовольствием, достаточные для снабжения столь крупной армии в сезон, когда земля еще ничего не производит. Нужно было громадное количество артиллерии и армейского снаряжения».
26 февраля Лувуа направил Буфлеру детальные инструкции, включавшие общие и частные диспозиции, а также предписывавшие сооружение циркумвалационных линий при содействии Вобана и Шамле. Интенданты Фландрии и Эно Баньоль и Вуазен получили приказ двора о наборе пионеров и организации транспортов с продовольствием. Вуазену еще зимой направили секретное распоряжение о формировании в Мобёже в междуречье Самбры и Мааса магазинов, достаточных для снабжения 53 эскадронов в течение трех недель. Баньолю и интенданту Пикардии Шовлену приказали закупить 1 150 000 рационов в окрестностях Скарпы и Шельды.
С инженером Мериньи, губернатором цитадели Турне, тайно проконсультировались о навигации от Дуэ и Турне до Монса, поскольку большая часть фуража для кавалерии и военного снаряжения должна была транспортироваться водой до Конде, а затем грузы должны были быть подняты по Эне посредством шлюзов. Командующий артиллерией Виньи представил отчет о находившихся в Дуэ, Турне, Валансьене и Конде 130 пушках и 45 мортирах и камнеметных орудиях. Интенданты Лилля, Дюнкерка, Мобёжа и Амьена набрали 21 500 пионеров.
По плану перед Монсом следовало собрать, включая пехоту и кавалерию дома короля, 51 батальон и 77 эскадронов, в окрестных городах и деревнях 23 эскадрона, между Самброй и Маасом 53 эскадрона, на Лисе под командованием маршала Юмьера 17 батальонов и 48 эскадронов, для охраны Энских шлюзов 2 батальона, для охраны линий между Шельдой и Лисом 3 эскадрона; всего 70 батальонов и 204 эскадрона.
Войска, расположенные на зимних квартирах в районах Скарпы и Шельды, по всему Эно, на шампанской границе и в Трех епископствах стягивались к Монсу, а те, чьи зимние квартиры находились в направлении морского побережья, должны были собраться на Лисе, чтобы сдерживать части гарнизонов противника от вторжения на территорию, занятую французами. Командовавшему на Мозеле кампмаршалу Аркуру было предписано принять меры для содержания под Триром трех тысяч конницы в течение трех недель. Этот отряд следовало собрать к 20 марта, чтобы сдерживать за Маасом бранденбургские войска, располагавшиеся на зимних квартирах в Юлихе.
Появление французской армии перед Монсом стало неожиданностью для испанцев. Буфлер приказал кампмаршалу Виллару к вечеру 14 марта занять пути к городу со стороны Ата и Ангьена войсками, переброшенными из Конде, Валансьена и Бушена, и при поддержке кавалерии из Турне и Сент-Амана; одновременно части, прибывшие из Ле-Кенуа, Мобёжа и Тюэна, усиленные кавалерией из Ландреси и Бомона, должны были обложить Монс со стороны Нивеля и Шарлеруа.
15 марта Буфлер и Виллар подошли к Монсу с 9 батальонами и 38 эскадронами. Шеститысячный гарнизон крепости не препятствовал обложению Монса французами. С 15 по 21 марта к городу подтягивались войска и пионеры, прокладывавшие циркумвалационные линии, а за высотой Бертамон началось формирование осадного парка.

## Конференция союзников
Вильгельм III Оранский 5 февраля торжественно вступил в Гаагу, где устроил конференцию со всеми находившимися в городе союзными принцами и министрами на предмет противодействия успехам французов. Одним из первых на переговоры прибыл курфюрст Бранденбургский, затем 16-го приехали курфюрст Баварский, испанский командующий маркиз де Кастаньяга, ландграф Гессен-Кассельский и другие принцы и сеньоры. Всего в конференции участвовали более пятидесяти принцев, графов и генералов и более тридцати послов. Многие знатные дамы также прибыли в Гаагу, сформировав «один из самых прекрасных дворов, который когда-либо видели». Конференция сопровождалась различными празднествами.
По окончании переговоров 16 марта принцы отправились на охоту в загородный дом в Ло, где и было получено известие об осаде Монса.

## Осада

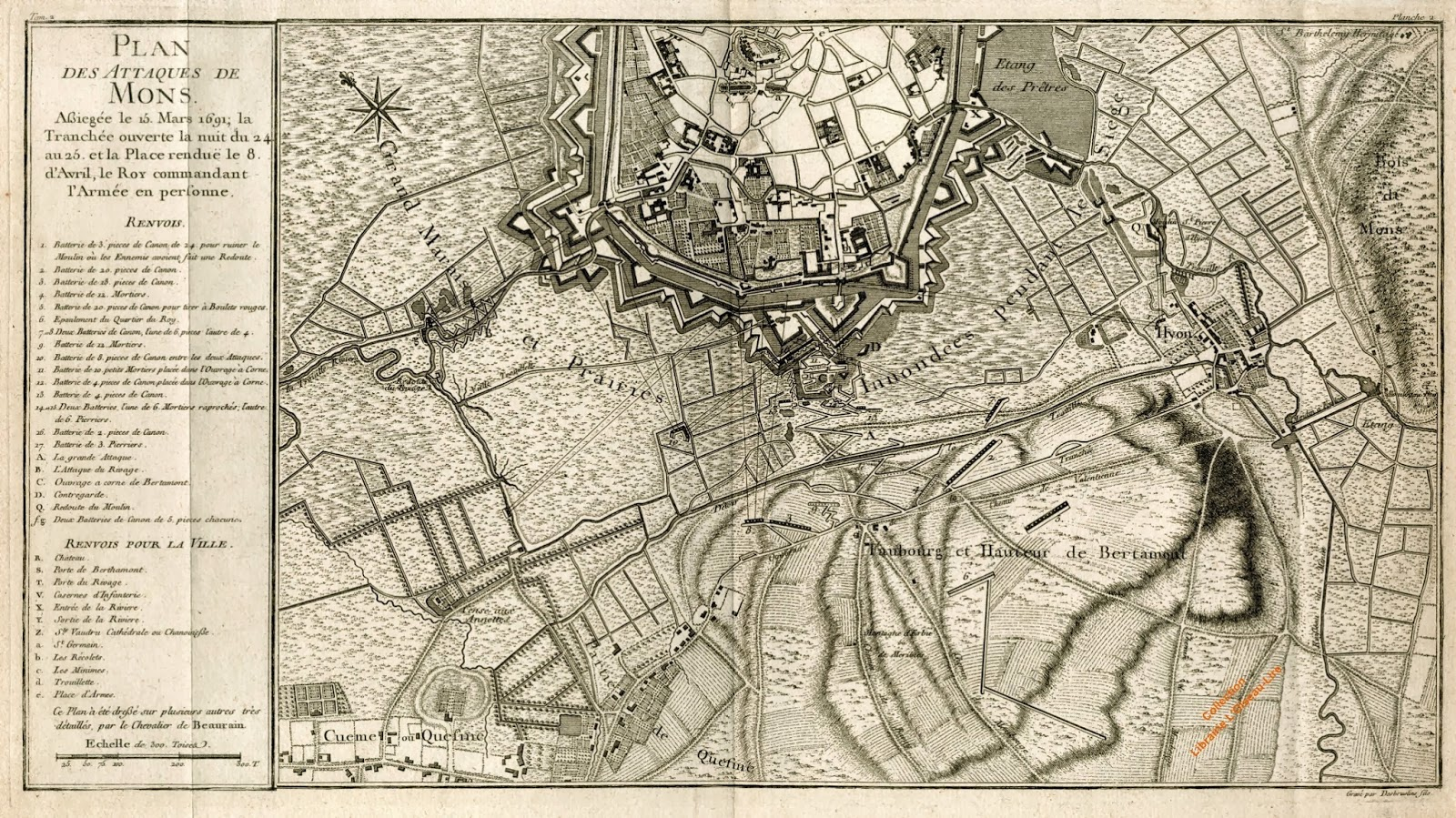
План осады Монса в 1691 году (1755)

17 марта король Людовик выехал из Версаля и в полдень 21-го прибыл в осадный лагерь в сопровождении дофина, всех принцев, легитимированных бастардов и маршалов Дюраса, Ла-Фёйяда и Люксембурга. Лувуа приехал двумя днями ранее, чтобы все приготовить. Людовик с дофином, герцогом Шартрским и Вобаном объехал вокруг города на расстоянии мушкетного выстрела, а затем верхом отправился в Ле-Кенуа. Главная квартира короля расположилась в аббатстве Бельян (Бетлеем).
Осадными работами руководил Вобан, обсервационной армией, прикрывавшей осаду, командовал Люксембург, которому были приданы Дюрас и Ла-Фёйяд. Артиллерийский парк насчитывал шесть десятков одних только тяжелых орудий.
22-го открыли ход сообщения перед деревней Йом и установили трехорудийную батарею, чтобы разрушить мельницу и шлюз в этой деревне, где находился неприятельский редут. 24-го начали прокладывать траншею от деревни Кен, где был левый фланг атаки, до деревни Йом, расположенной на правом фланге. Траншею, служившую параллелью, к 26 марта довели до края болота, где начинался канал, служивший для отвода речки Труй, наполнявшей водой крепостные рвы.
25 марта начали установку трех батарей: 20 орудий справа у деревни Йом, 18 рядом с Бертамонской дорогой и 14 мортир между ними. Следующей ночью королевские гренадеры захватили редут на Йомской мельнице, где взяли 14 пленных, не потеряв ни одного человека.
В 10 часов утра 26 марта все батареи начали обстрел крепости. Ночью траншея приблизилась на расстояние двадцати туазов от прикрытого пути у горнверка и началось продвижение апроша к береговым воротам. 27-го король с двором побывал в траншее, которую следующей ночью довели до кромки гласиса горнверка, а на правом фланге до рва перед редутом. Той же ночью король приказал начать обстрел калеными ядрами, чтобы утомить гарнизон и побудить жителей к восстанию. Для этого двадцать орудий были установлены на высоте Бертамон, позади правофланговой батареи; их огонь привел к возникновению нескольких пожаров.
Вильгельм Оранский покинул Гаагу сразу же, как получил известие об осаде Монса, и приступил к сбору союзных войск у Брюсселя, куда вызвал части гарнизонов Остенде, Ньивпорта, Брюгге и Гента. Людовик, узнав об этом, приказал маршалу Юмьеру выдвинуться из Куртре к Эспьеру.
27—30 марта осаждающие при помощи полусапы продолжали окружение горнверка и равелина, продвинув осадные работы до края рвов перед этими укреплениями. Были установлены две новые батареи, имевшие задачей расширить образовавшуюся брешь, а также батарея из 12 мортир, и каждую ночь продолжался обстрел города калеными ядрами. Два батальона были выделены для продвижения по берегу, где действовали две пятиорудийные батареи, и со стороны Бертамона, а для прикрытия траншеи оставлены всего четыре батальона.
30-го начали засыпать ров перед равелином и контргардом, защищавшим горнверк, и с наступлением ночи гренадеры из траншеи атаковали оба пункта, немедленно покинутые защитниками, после чего началась засыпка рва перед горнверком, напротив полубастиона, расположенного слева от направления атаки.
Тотчас по овладении прикрытым путем на гласисе были установлены две батареи, одна из шести мортир, другая из шести камнеметов, и которые действовали с большим успехом. 31-го король посетил посты и линии со стороны аббатства Сен-Дени; получив известие о том, что принц Оранский продвигается к Халле, Людовик приказал д'Юмьеру двигаться между Конде и Мортанем, а кавалерию из района Самбры и Мааса оттянул к Монсу.
В ночь с 31-го на 1-е был расширен ложемент в равелине, началась засыпка рва перед куртиной горнверка, а работы продвинулись до кромки гласиса.

## Взятие горнверка
К 1 апреля ров перед горнверком был заполнен и офицеры Французской гвардии просили позволения штурмовать укрепление. Вобан заверил короля, что эта задача исполнима, и Людовик дал свое согласие. Несколько гренадерских рот было направлено для усиления обороны траншей и содействия атаке. Гренадеры гвардии не стали дожидаться их прибытия и пошли на штурм, быстро овладели укреплением и начали устройство ложемента, но затем взрыв пороха вызвал у солдат столь сильную панику, что они бросили занятую позицию, несмотря на противодействие офицеров. Диспозиция не позволяла поддержать второй атакой первую, и противник воспользовался этим, вернув себе укрепление. Командовавший в траншее Буфлер был ранен.
2 апреля в 10 часов утра король приказал приготовить все необходимое для нового штурма. Три роты гренадер его полка присоединились к шести, находившимся в траншее, и были усилены 150 мушкетерами. Людовик наблюдал с холма Бертамон; по сигналу три роты королевских гренадер первыми покинули траншею, враги, вооруженные боевыми косами и гранатами, некоторое время сопротивлялись, но, увидев, что швейцарские гренадеры забрались на батардо, служившее коммуникацией между куртиной и равелином, покинули укрепление.
Несколько отрядов оставались в ретраншементах позади бреши, тогда мушкетеры, следовавшие за королевскими гренадерами, рассыпались по всей ширине бреши, чтобы отрезать осажденных от куртины. Этот маневр вынудил защитников покинуть горнверк. Все время штурма французы вели столь сильный обстрел ядрами и бомбами, что осажденные не смели показаться в двух равелинах, господствовавших над горнверком. На следующий день батарея из восьми орудий начала их обстрел; в 15 туазах от передового рва был оборудован ложемент и четыре орудия были установлены против равелина, оборонявшего левый выступ горнверка, и для того, чтобы проделать брешь в стене самой крепости. В этот день король посетил траншею и ознакомился с результатами действий левофланговых батарей. В течение ночи на горнверке был подготовлен ложемент для установки двух батарей: одной из десяти малых мортир, другой из четырех орудий для обстрела равелина, находившегося за этим укреплением.

## Окончание осады
Утром 4 апреля был схвачен солдат гарнизона с посланием принцу Оранскому и маркизу де Кастаньяге, в котором командовавший обороной князь де Берг сообщал, что сдаст крепость через пять дней, если не получит помощи. Тем временем работы против речных ворот успешно продвигались, а на основном направлении атаки в ночь с 4-го на 5-е шла засыпка переднего рва перед двумя равелинами, и при этом продолжался обстрел города калеными ядрами.
5-го пришло сообщение, что принц Оранский с 25—30 тысячами человек движется к Нотр-Дам-де-Халле и уже должен достигнуть Ангьена, маршал Юмьер стоит лагерем у Сен-Гилена, а конница из окрестных поселений стягивается к крепости. Король наметил на Ла-Брюйер-де-Касто поле боя для своей армии на случай, если принц попытается деблокировать город.
В тот же день установленные на горнверке батареи начали успешный обстрел, а ночью проход через передний ров между горнверком и контрэскарпом правого равелина был почти завершен. 6-го засыпка переднего рва была закончена, а с наступлением ночи рабочие были посланы на кромку гласиса, чтобы расположиться на выступающем углу укрепления. Огонь противника был слабым и это дало основания полагать, что в равелинах осталось мало людей.
7-го справа и слева на гласисе были оборудованы ложементы, в правом равелине проделали значительную брешь, а батареи из двух орудий и трех камнеметов били по контрэскарпу левого, продолжив работу и на следующее утро. Утром 8-го проход через ров к равелинам был готов. В тот же день стало известно, что принц Оранский еще не достиг Ангьена. Он оставил надежду деблокировать Монс и 7-го отослал обратно войска, вызванные из Шарлеруа. Король направился в траншею, чтобы отдать приказ о штурме, но по пути посланец командовавшего там герцога Вандомского сообщил, что осажденные бьют шамаду и готовы капитулировать. Людовик согласился выпустить гарнизон с воинскими почестями, шестью пушками и 300 повозками, в том числе несколькими закрытыми.
9 апреля Французская гвардия заняла Бертамонские ворота, а на следующий день около полудня части гарнизона, насчитывавшие 4558 солдат и 280 офицеров, покинули Монс во главе с князем де Бергом, при встрече трижды отсалютовавшим шпагой дофину, стоявшему между двумя шпалерами жандармерии.
В тот же день Людовик устроил смотр значительной части кавалерии и драгун; отдав приказы обеспечить безопасность крепости, король на следующий день отбыл обратно в Версаль. Губернатором города стал месье де Вертийяк, бригадир и подполковник пехотного полка дофина, королевским наместником был назначен Боне, майор полка королевы. В качестве гарнизона в Монсе было размещено 10 000 пехоты и 4000 кавалерии. Вобан был награжден 100 000 ливров, Мериньи получил 20 000, командовавший артиллерией Виньи — тысячу пистолей. Буфлер с небольшим отрядом оставался в Монсе до 19 апреля, организуя транспортировку армейского снаряжения и артиллерийского парка.

## Итоги
Французы потеряли в ходе осады около тысячи человек. В Нидерландах падение Монса вызвало сильную тревогу, поскольку открывало королевским войскам дорогу в Брабант до самого Брюсселя, но Людовик вместо развития начального успеха предпочел провести бомбардировку Льежа.

## Комментарии
1. ↑  Всего в операции, включая армии прикрытия, участвовало 70 000 пехоты и 27 000 кавалерии (Hardÿ de Périni, p. 291)
2. ↑  Королевские войска совершали продолжительные марши в различных направлениях, сумев обмануть союзников, полагавших, что целью Людовика станет не очень значительный город, вроде Шарлеруа, а голландцы опасались атаки Остенде (Sevin de Quincy, p. 344)
3. ↑  38 тяжелых орудий и 18 мортир прикрывали траншею от Йома до Кена и 20 орудий обстреливали Монс с Бертамонского холма (Hardÿ de Périni, p. 292)